# Inge Krogh
Inge Marie Krogh, född 13 november 1920 i Odense, död 6 februari 2023 i Horsens, var en dansk läkare och politiker för Kristeligt Folkeparti. Hon var folketingsledamot 1973–1984.
Inge Krogh var dotter till grosshandlaren Hans Peter Krogh (1897–1976) och Elfrida Roe (1899–1984). Fadern var en av de mest framträdande personerna inom partiet Retsforbundet. Hemmet var inte religiöst och det var genom kontakten med Kristne Gymnasiaster som hon anslöt sig till den kristna tron. Hon lämnade sedan Folkekirken och gick med i Den Apostolske Kirke. Hon tog studentexamen från Skt. Knuds Gymnasium i Odense 1939. Efter en kort anställning på faderns kontor flyttade hon till Köpenhamn för att studera medicin på universitetet. Hon tog examen 1949 och vidareutbildade sig sedan till specialistläkare i intern medicin (1962) och psykiatri (1964). Hon arbetade som läkare vid psykiatriska och neurologiska avdelningar i bl.a. Randers, Sønderborg, Haderslev, Aarhus och Bispebjerg Hospital i Köpenhamn. Från 1962 arbetade hon inom handikappomsorgen i Nyborg; först som reservläkare och från 1964 som överläkare. Hon arbetade bl.a. med att öppna upp verksamheten och bedrev föreläsningar för att informera allmänheten om utvecklingsstörningar.
Krogh anslöt sig tidigt till Kristeligt Folkeparti, som bildades 1970. Hon var ledamot i partistyrelsen 1971-1979 och 1984-1992. Hon var en av de sju kristdemokrater som blev invalda i Folketinget 1973. Tillsammans med Inger Stilling Pedersen blev hon partiets mest framträdande kvinna. Hon var bl.a. ledamot i socialutskottet och Grönlandsutskottet samt ordförande av det s.k. paragraf 71-utskottet (1973-1977), som behandlade ärenden rörande tvångsvård. Hon var även en del av den danska delegation i FN:s generalförsamling 1975, 1976 och 1981. Hon utmärkte sig som en hårdnackad motståndare av fri abort och pornografi, som båda blivit legaliserad respektive liberaliserad i Danmark 1969 respektive 1970. Hon var även nykterist och arbetade mot utbrett alkoholförbruk. Hon orsakade en del kontroverser: Hon benämnde Fremskridtspartiets partiledare, Mogens Glistrup, som ”en av landets största psykopater”. Vid ett annat tillfälle tog Den Almindelige Danske Lægeforening avstånd från henne efter att hon i en kampanj mot abort hade jämfört bilder med lik från tyska koncentrationsläger med bilder på döda foster.
Krogh lämnade Folketinget 1984, och efterträddes av Flemming Kofod-Svendsen, för att satsa på en karriär inom lokalpolitiken i Nyborg. Hon blev dock inte invald i kommunfullmäktige och återvände till sitt arbete som överläkare. Hon öppnade sedan en egen läkarpraktik i Horsens och blev bl.a. ordförande av den lokala avdelningen för Blå korset.